# Секісовський сільський округ
Секі́совський сільський округ (каз. Секисовка ауылдық округі, рос. Секисовский сельский округ) — адміністративна одиниця у складі Глибоківського району Східноказахстанської області Казахстану. Адміністративний центр — село Секісовка.
Населення — 1713 осіб (2021; 2531 у 2009, 2770 у 1999, 2894 у 1989).
Станом на 1989 рік існували Білокаменська сільська рада (села Білокаменка, Новомихайловка, Планідовка) та Секісовська сільська рада (село Секісовка).

## Склад
До складу округу входять такі населені пункти:
| Населений пункт      | Старі назви     | Населення, осіб (1989) | Населення, осіб (1999) | Населення, осіб (2009) | Населення, осіб (2021) |
| -------------------- | --------------- | ---------------------- | ---------------------- | ---------------------- | ---------------------- |
| Білокаменка, село    | -               | 485                    | 583                    | 502                    | 386                    |
| Секісовка, село      | -               | 1967                   | 1811                   | 1656                   | 1128                   |
| Новомихайловка, село | Ново-Михайловка | 268                    | 268                    | 256                    | 135                    |
| Планідовка, село     | -               | 174                    | 108                    | 117                    | 64                     |